# Colina de Windmill
La Colina de Windmill (windmill es en español "molino de viento"), o Windmill Hill, en inglés, es un recinto de fosos, en inglés causewayed enclousure, del periodo neolítico ubicado en el condado inglés de Wiltshire, situado alrededor de 2 kilómetros (1,2 mi) al noroeste de Avebury. Es el ejemplo más grande de su tipo en el islas británicas,[cita requerida] y encierra un área de 85.000 metros cuadrados. La colina de Windmill forma parte del conjunto megalítico de Stonehenge, Avebury y sitios relacionados que fue proclamado Patrimonio de la Humanidad por la Unesco en 1986.
El sitio fue ocupado por primera vez alrededor de 3800 a. C., aunque la única prueba es una serie de pozos aparentemente excavados por una sociedad agraria que utilizaba cerámica del tipo Hembury.
En una fase posterior, c. 3300 a. C., tres zanjas concéntricas segmentadas se colocaron alrededor de la cumbre de la colina, las partes más alejadas con un diámetro de 365 metros. Los terraplenes interrumpiendo las zanjas varían en anchura desde unos pocos centímetros hasta 7 m. El material de las zanjas se amontonaban para crear bancos internos. Las zanjas más profundas  y los bancos más grandes están en el circuito exterior.
El sitio fue excavado en 1926 por Harold St George Gray, cuyo trabajo catalogó el sitio como del tipo llamado causewayed camp, como se les llamaba entonces.
La cerámica en el fondo de las zanjas, o diques, era del estilo propio de la cultura Windmill Hill. Capas de ocupación superiores contienen cerámica Peterborough temprana, y después variedades tardía de Mortlake y Fengate. Grandes cantidades de huesos, tanto humanos como animales, fueron recuperados del relleno de la zanja. El campamento se mantuvo en uso en todo el resto del Neolítico y cerámica Grooved y vasos campaniformes han sido encontrados en los depósitos más tardíos. Un túmulo campaniforme de la Edad del Bronce posteriormente se construyó entre los anillos interior e intermedio.
Michael Dames (véase Referencias) formuló una teoría compuesta de rituales estacionales, en un intento de explicar la colina de Windmill y sus sitios asociados (el túmulo alargado de West Kennet, el anillo de Avebury, El Santuario y la colina de Silbury).